# Zúbra (dolina)
Zúbra – dolina na południowych zboczach Niżnych Tatr na Słowacji. Opada do Bruzdy Hronu.
Dolina ma wylot na wysokości około 205 m n.p.m. w dzielnicy Bujakovo należącej do miasta Brezno. Podnosi się w kierunku północnym pod grzbiet łączący szczyty Zúbra (1192 m) i Čučoriedková (1316 m). Jej prawe zbocza tworzy południowy grzbiet Zúbra poprzez szczyt Priehybka opadający do Bruzdy Hronu. Lewe zbocza tworzy południowy grzbiet Čučoriedkovej. Dnem doliny spływa potok Zubrá.
Dolina jest bardzo wąska, nieco rozszerzająca się w górnej części. Jest całkowicie porośnięta lasem. Znajduje się w otulinie Parku Narodowego Niżne Tatry. Dnem doliny do wysokości 720 m prowadzi droga leśna, nie poprowadzono nią jednak ani szlaku turystyki pieszej, ani rowerowej.